# Вукашин Радишић
Вукашин Радишић (Батајница, 20. април 1810—Београд, 15. децембар 1843) је био класични филолог, професор грчког језика, песник, преводилац, секретар српске Агенције Кнежевине Србије у Цариграду и коресподентни члан Друштва српске словесности.

## Биографија
Вукашин Радашић је рођен 20. априла 1810. године у Батајници. Похађао је Грчку школу у Земуну, где је 1830. године постављен за наставника. На позив кнеза Милоша, 1836. године прелази у Србију, у Крагујевац, где је постављен за наставника у Гимназији, а касније и на Лицеју. Предавао је грчки језик и друге предмете у “класи поетике”. На захтев кнеза Милоша цензурисао је и књиге на грчком језику. Оженио се Маром, ћерком крагујевачког трговца Марка Сарајлије. 
Радишић је заједно са Атанасијем Николићем, ректором крагујевачког Лицеја, предложио да се слава Светог Саве обележава као дан српског школства и тим поводом је приредио и прву прославу у крагујевачком Лицеју, јануара 1840. године.
Крајем септембра 1840. године разрешен је дужности професора и постављен је за секретара Агенције Књажевства Сербије у Цариграду. У престоници Османског царства најпре је радио као лични секретар Јована Германа, трговачког представника породице Обреновић у Цариграду. Јула 1841. године почиње с послом у Агенцији.
Сачувано је петнаест поверљивих писама које је секретар Агенције Вукашин Радишић током прве половине 1842. године слао у Србију. Из тих порука види се да је најважнија његова улога била да уходи свог шефа, капућехају Јована Антића.
У марту 1842. године једна за другом у року од девет дана, вероватно од исте болести (сушица или куга) Радишићу умиру кћи Јелена и жена Мара. Обе су сахрањене у истом гробу, у Цркви Свете Параскеве у истанбулској четврти Хаској, где су иначе сахрањивани чланови српског посланства који би преминули у Цариграду.
Након династичке смене, као присталица династије Обреновић, Радишић је разрешен дужности секретара 27. фебруара 1843. Осећајући да је непожељан од нових уставобранитељских власти остао је још неко време у Цариграду. Радишић је у Цариграду дошао у контакт са Адамом Чарториским, вођом пољске емиграције. У Србију се враћа фебруара 1843. Породична несрећа и напоран рад нарушили су му здравље, па је пар месеци након повратка у Београд умро 15. децембра 1843. године. Сахрањен је на тадашњем централном београдском гробљу, поред Маркове цркве (данашњи Ташмајдан).
На самрти је оставио 95 својих књига београдском Лицеју, те је то био зачетак лицејске библиотеке. 

## Дело
Написао је први уџбеник грчког језика у Србији. Овај приручник, подељен на девет поглавља, пружа избор текстова и поучних мисли седморице мудраца и других античких и модерних грчих мислилаца. Оставио је и много писаних трагова у разним часописима и публикацијама свога доба, нарочито у пет књига Голубице. 
Године 1840. објавио је у београдском часопису Голубица (број 2, стр. 213-233) српски превод драматичне пародије Катомиомацхиа (Κατομυομαχια) Теодора Продромоса из 12. века под алтернативним називом Галеомиомацхиа (Γαλεομυομαχια), први модерни превод секуларне византијске поезије на српски језик. 
Радишић се занимао и ширим питањима будућности српског народа. Његов спис „Сабор Словенства”, објављен у Пољској 1842. године, сматра се политичком претходницом чувеног Гарашаниновог „Начертанија”. Постао је дописни члан Друштва српске словесности. Ксенофонтове знаменитости или Ксенофонтомъ запамћене Сократове науке, Друштво Србске Словесности је објавило постхумно 1853. године.